# Юркино (Сукроменське сільське поселення)
Юркино (рос. Юркино) — присілок в Бежецькому районі Тверської області Російської Федерації.
Населення становить 69 осіб. Входить до складу муніципального утворення Сукроменське сільське поселення.

## Історія
Від 2005 року входить до складу муніципального утворення Сукроменське сільське поселення.

## Населення
| 1859 | 2008 | 2010 |
| ---- | ---- | ---- |
| 174  | ↘117 | ↘69  |